# Pałac w Janowie (obwód winnicki)
Pałac w Janowie – zabytkowy pałac przebudowany z budynku bramnego zamku i dwóch wież w XVIII w.
Pałac wybudowany w stylu późnego baroku i klasycyzmu przez Adama Chołoniewskiego (zm. 1772). Długoletnia rezydencja Chołoniewskich herbu Korczak, znajdującym się na frontonie. Główna część dwupiętrowa zwieńczona  trójkątnym frontonem.

## Przypisy

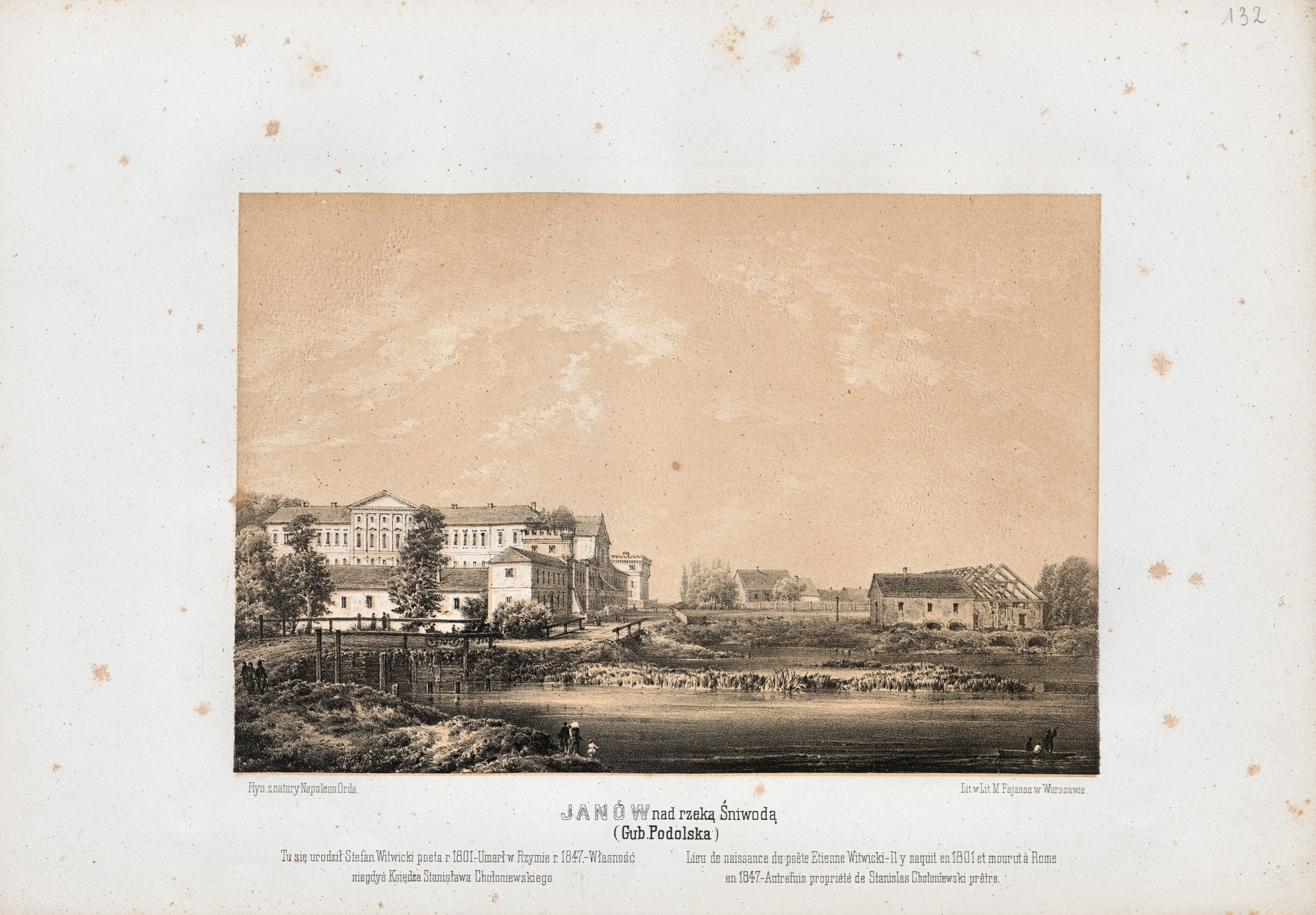
Janów na rysunku Napoleona Ordy